# دسته عزاداری

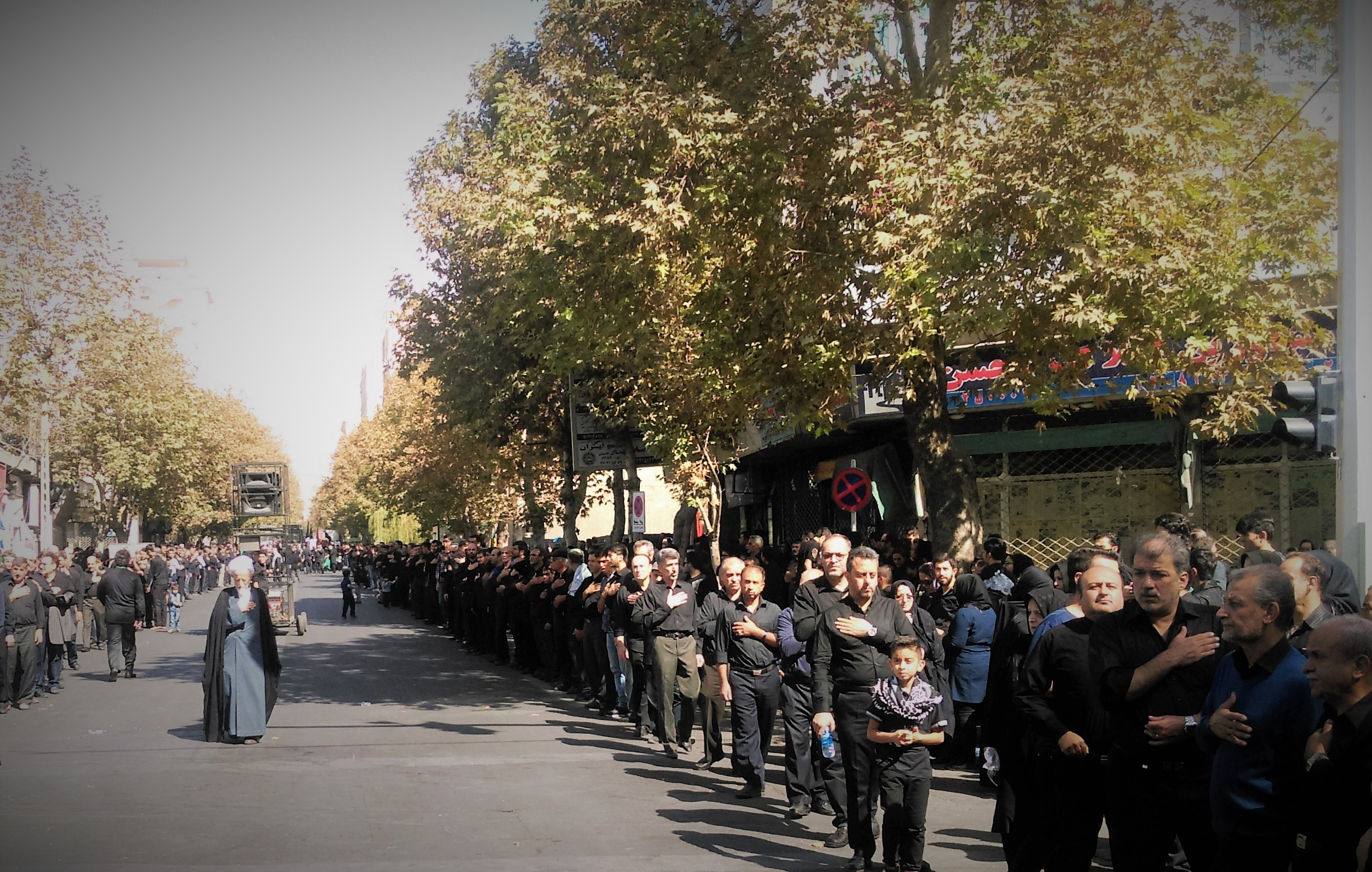
یک دسته عزادار در تهران - محرم ۱۳۹۵ خورشیدی.

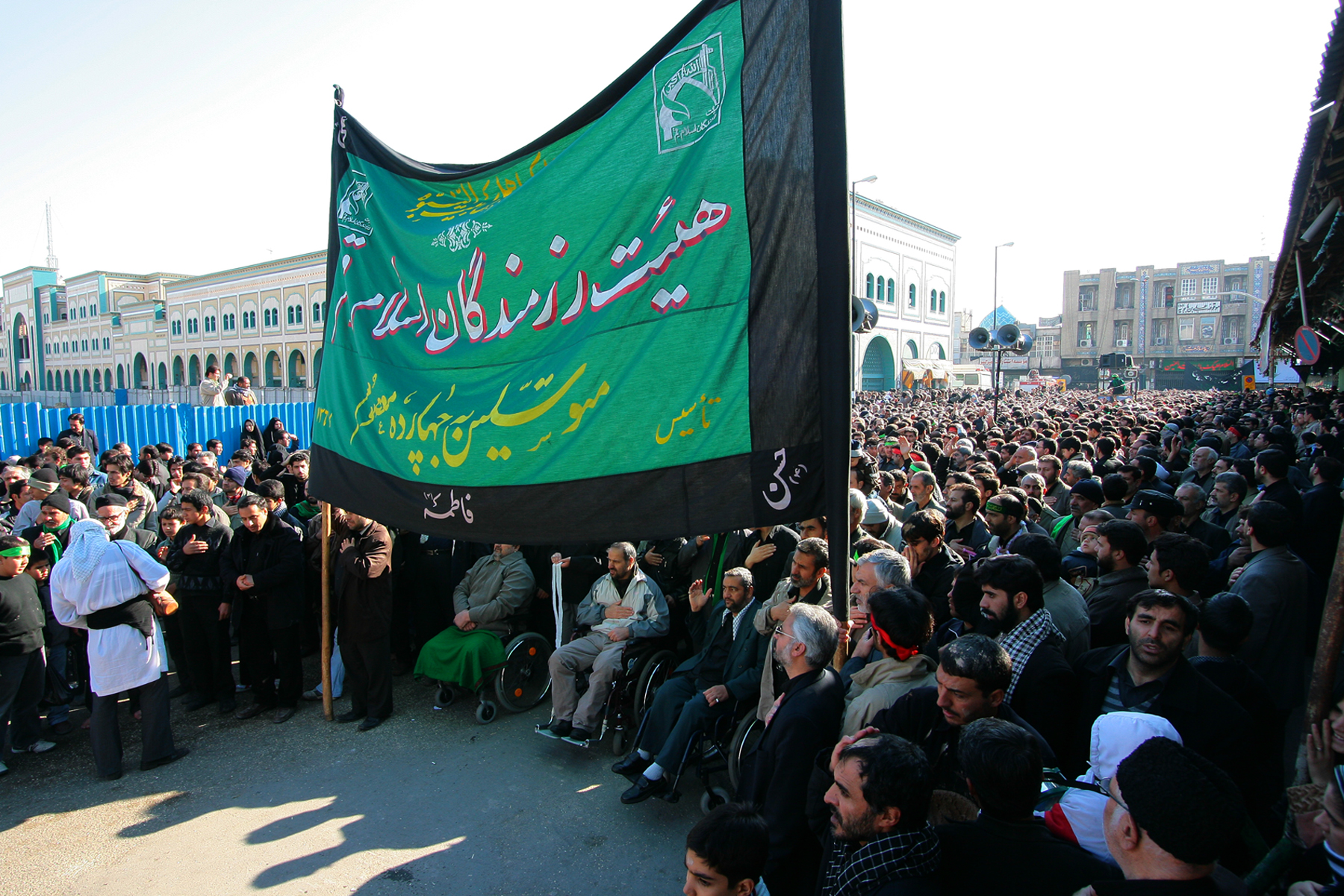
یک دسته عزاداری موسوم به «هیئت رزمندگان اسلام» در شهر قم در روز تاسوعا

دسته عزاداری که به آن هیئت هم گفته می‌شود، به جمعی از مردم گفته می‌شود که به صورت جمعی به عزاداری می‌پردازند. این نوع عزاداری به خصوص در بین شیعیان ایران شایع است.دسته‌های عزاداری معمولاً فقط از مردان تشکیل می‌شوند، و گاهی تعدادی از کودکان نیز در دسته حضور دارند. اگر چه دسته‌ها بیشتر برای سوگ درگذشت امام سوم شیعیان، حسین بن علی برگزار می‌شوند، اما ندرتاً در مناسبت‌های مذهبی دیگر نیز برپا می‌گردند.
به باور برخی منابع، دسته‌های عزاداری اولین بار در اواخر دورهٔ قاجار در ایران شکل گرفتند. برخی محققین شیعه ریشهٔ تاریخی این نوع عزاداری را قدیمی‌تر، و مربوط به دوران حکومت آل بویه می‌دانند.
در جلوی دسته معمولاً یک فرد قوی جسمی به نام علم را بلند می‌کند. بقیهٔ دسته به دنبال این شخص راه می‌روند و هماهنگ با نوحه‌خوانی یک نوحه سرا، سینه یا زنجیر می‌زنند.

## تاریخچه شکل‌گیری دسته‌های عزاداری
عبدالمحمد آیتی معتقد است که نخستین مراسم عزاداری در دوره آل بویه و توسط معزالدوله دیلمی در بغداد شکل گرفته‌است. ناصرالدین‌شاه قاجار با الگوگیری از اپراهای اروپایی دستور ایجاد تکیه در تهران را صادر کرد و این به رونق عزاداری، تعزیه و روضه خوانی در ایران انجامید. در دوره پهلوی (رضاشاه) ابتدا روضه قدغن شد و سپس سینه زنی و زنجیرزنی نیز به همین ترتیب ممنوع شد و روضه خوانان مجبور به ترک لباس مذهبی شدند. با آغاز حاکمیت محمدرضا پهلوی در سال ۱۳۲۰، سوگواری‌ها و فعالیت دسته‌های مذهبی مجدداً شروع شد

## اجزای دسته
معمولاً دستهٔ عزاداری شامل این اجزا است:
1. علمدار: فردی که علم را به دوش می‌کشد و در جلوی دسته حرکت می‌کند. در فرهنگ شیعه، این فرد نمایندهٔ ابوالفضل (علمدار کربلا) است.
2. پرچم‌دار: عده‌ای کودک که پرچم‌ها حاوی شعارها یا ادعیهٔ مذهبی را حمل می‌کنند.
3. زنجیرزنان: مردان و پسرانی هستند که در دو طرف معبر زنجیر می‌زنند.
4. نوحه‌سرا: یک یا چند نوحه‌خوان که با صدای بلند ترانه‌های محزون می‌خوانند.
5. طبال و سنج‌زن و دهل‌زن: چند نفر که با نواختن طبل، سنج و دهل، ضرب‌آهنگ نوحه و سینه‌زنی را هماهنگ می‌کنند.

## نظم و آرایش نفرات
معمولاً دسته‌های عزاداری به ویژه به هنگام حرکت در کوچه و خیابان دارای نظم و آرایش خاصی هستند. پرچم‌های سیاه، سبز و قرمز که بر روی آن‌ها نام حسین ابن علی یا اباالفضل العباس نوشته شده توسط نوجوانان حمل می‌شود که به آن‌ها علم گفته می‌شود. دسته این علم‌ها از چوب بلند یا نی‌های بزرگ است به گونه‌ای که دارای انعطاف هستند و شکسته نمی‌شوند. پس از آن‌ها علامت (علم) و سینه زنان یا زنجیرنان قرار دارند و بعد هم نوحه‌خوان حرکت می‌کند.
حسین حزین در «تذکره حزین» که در دوره پهلوی اول نوشته شده‌است وضعیت دسته‌های عزاداری در بروجرد را چنین تشریح کرده‌است:
در این ده روز پرچم‌های سیاه بزرگ و کوچک در اهتزاز و دستجات همه برهنه هریک لنگی سرخ که حاشیه آن دارای ماه و ستاره بود بکمر بسته پیشرو آن‌ها پسران همه با علمهای سیاه یاحسین، یا حسین گویان، پس از آن‌ها بزرگان و ریش سپیدان کوی و برزن، سپس پرچم بزرگتری بنام (علم حیدری) دربردارندهٔ آن مردی توانا، پشت سر آن‌ها رئیس دسته برهنه و اگر سید بود شال سبز بگردن انداخته و عمامهٔ مشکین ژولیدهٔ خاک آلوده گل گرفته بر سر و دستها روی سینه نهاده، نوحه خوان و محتشم‌خوان اندکی از او دنبالتر پشت سر آن‌ها سینه زنها روانه، نصف در گفتن شعری که نوحه خوان تلقین کرده نیم دیگر در گفتن بیت بعدی، بدین ترتیب وارد مجلس [می‌شدند].
معمولاً رسم است عده‌ای از زنان و کودکان نیز به دنبال دسته‌ها در معابر حرکت می‌کنند.

## موسیقی دسته

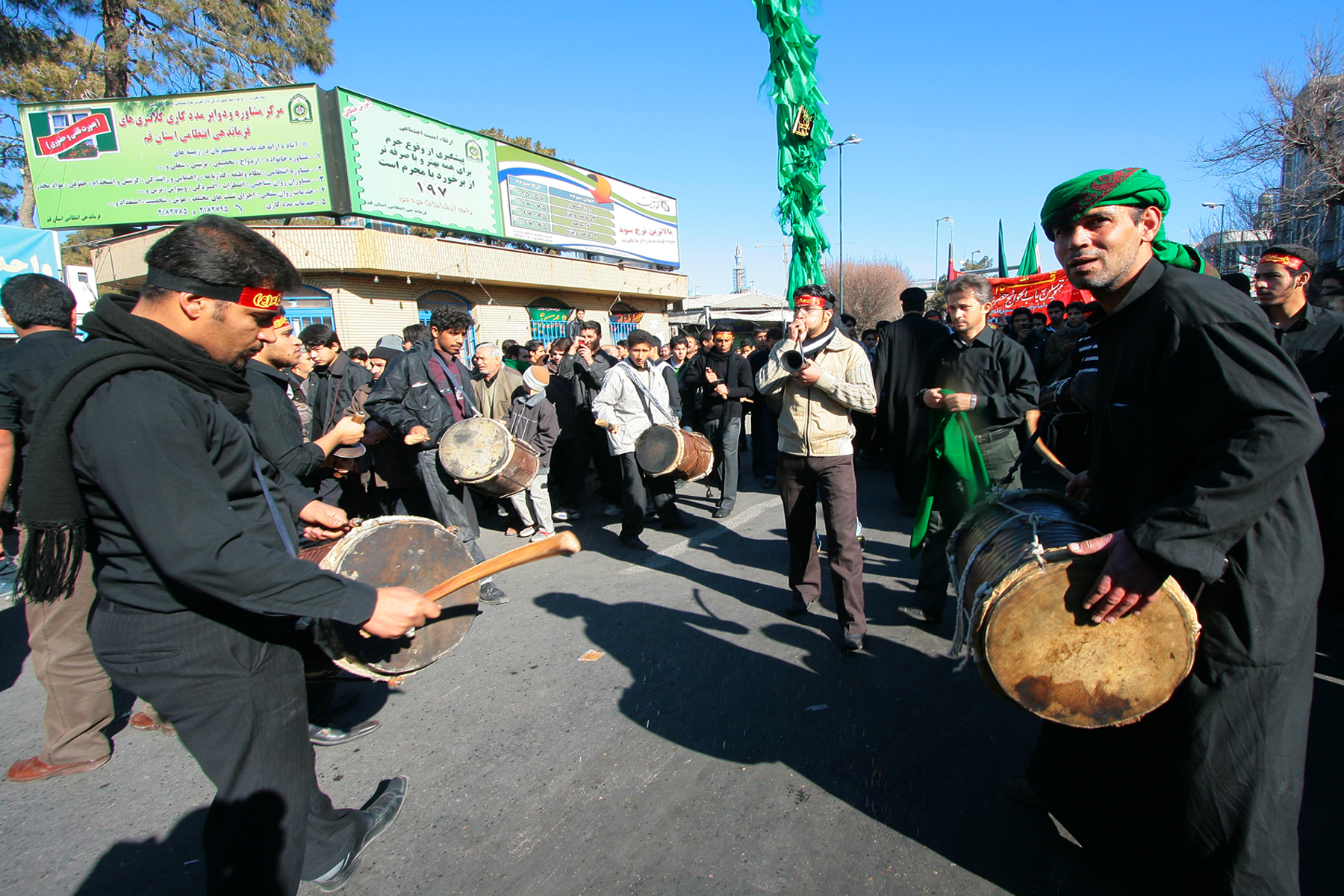
دمام زنی دسته عزاداری عرب ها در محرم سال ۲۰۰۹ میلادی در شهر قم

نوع موسیقی که در دسته‌های عزاداری به کار می‌رود، شامل نوحه‌های محزونی است که غالباً در ریتم‌های یک‌ضربی یا سه ضربی، و در دستگاه همایون یا چهارگاه اجرا می‌شوند. سازهای اولیه‌ای که در این موسیقی به کار گرفته می‌شده شامل دف، دمام و سنج بوده که در گذشت زمان، برخی از این سازها جای خود را به سازهای کوبه‌ای غربی نظیر طبل داده‌اند.

## گالری

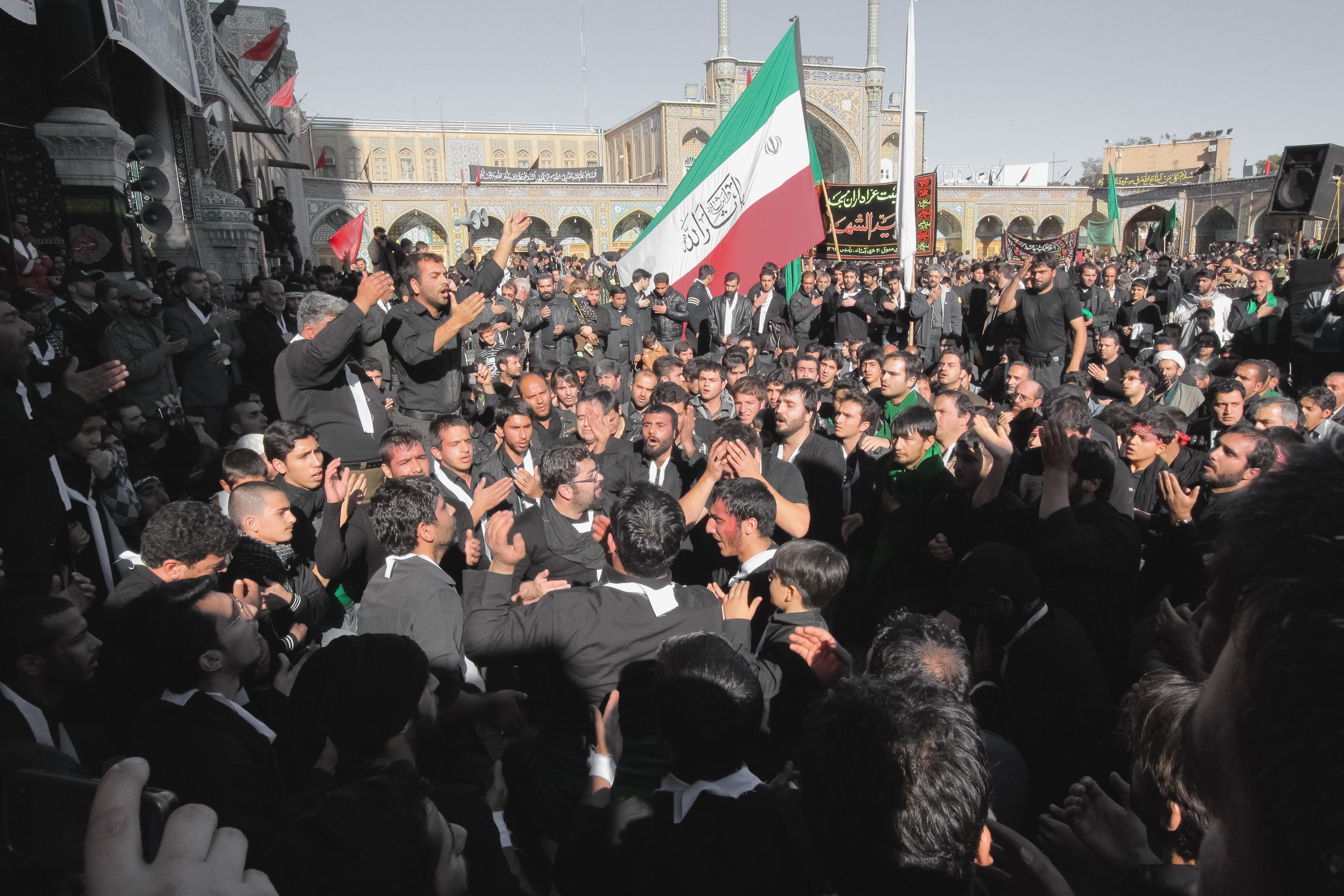
یک دسته عزاداری در حرم فاطمه معصومه در قم
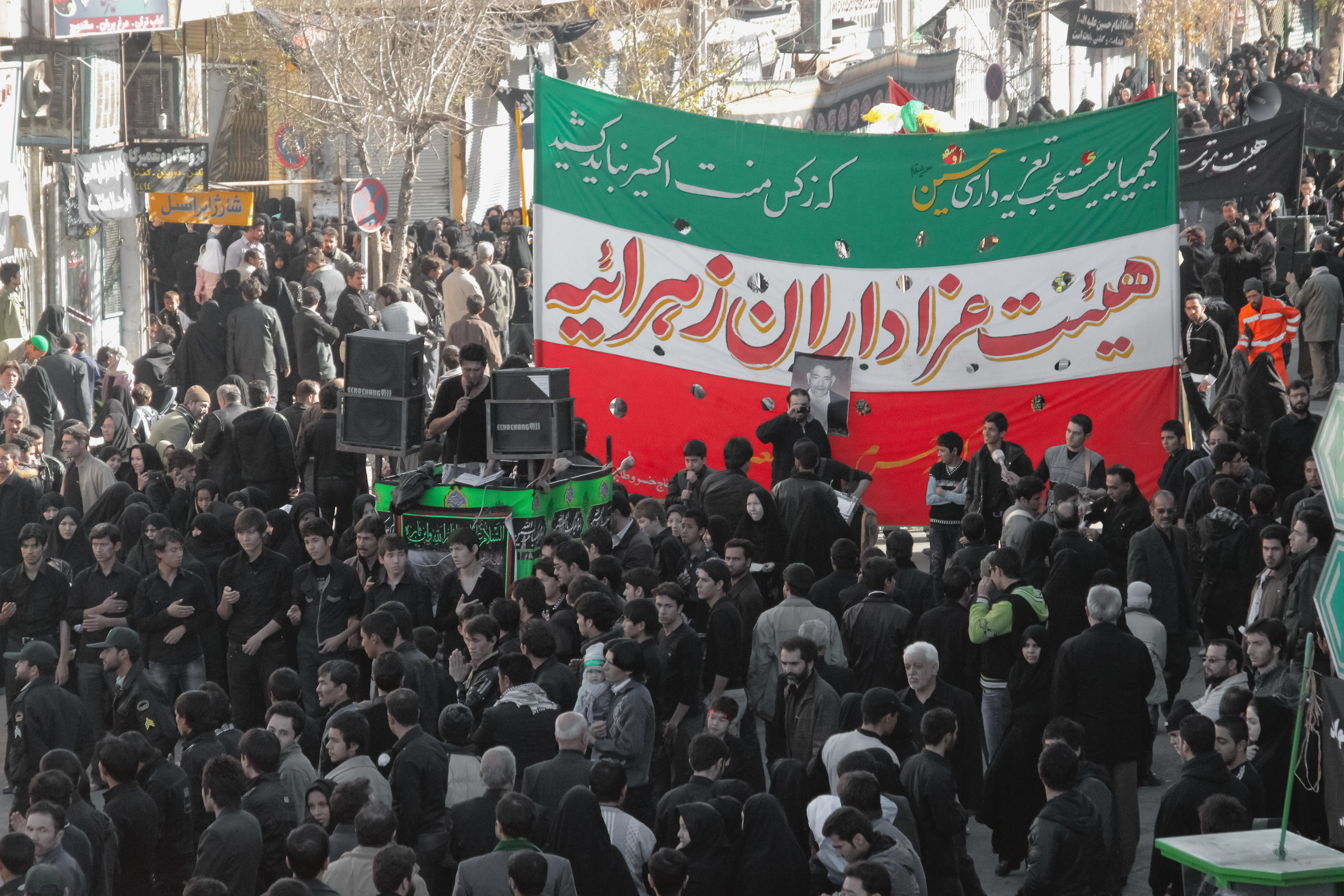
یک هیئت عزاداری به همراه پرچم در روز عاشورا
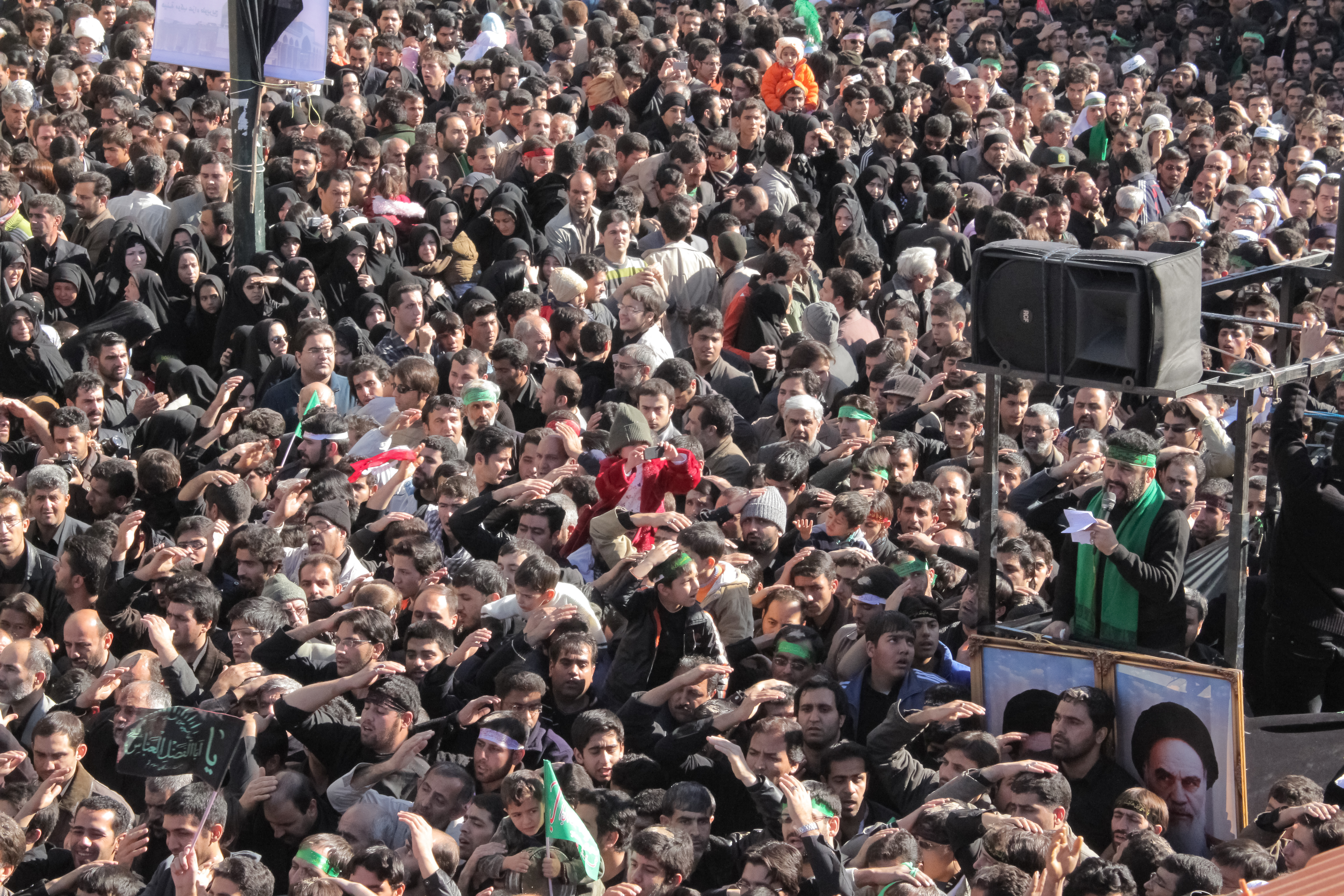
مداحی و عزاداری هیئت ها در روز عاشورا
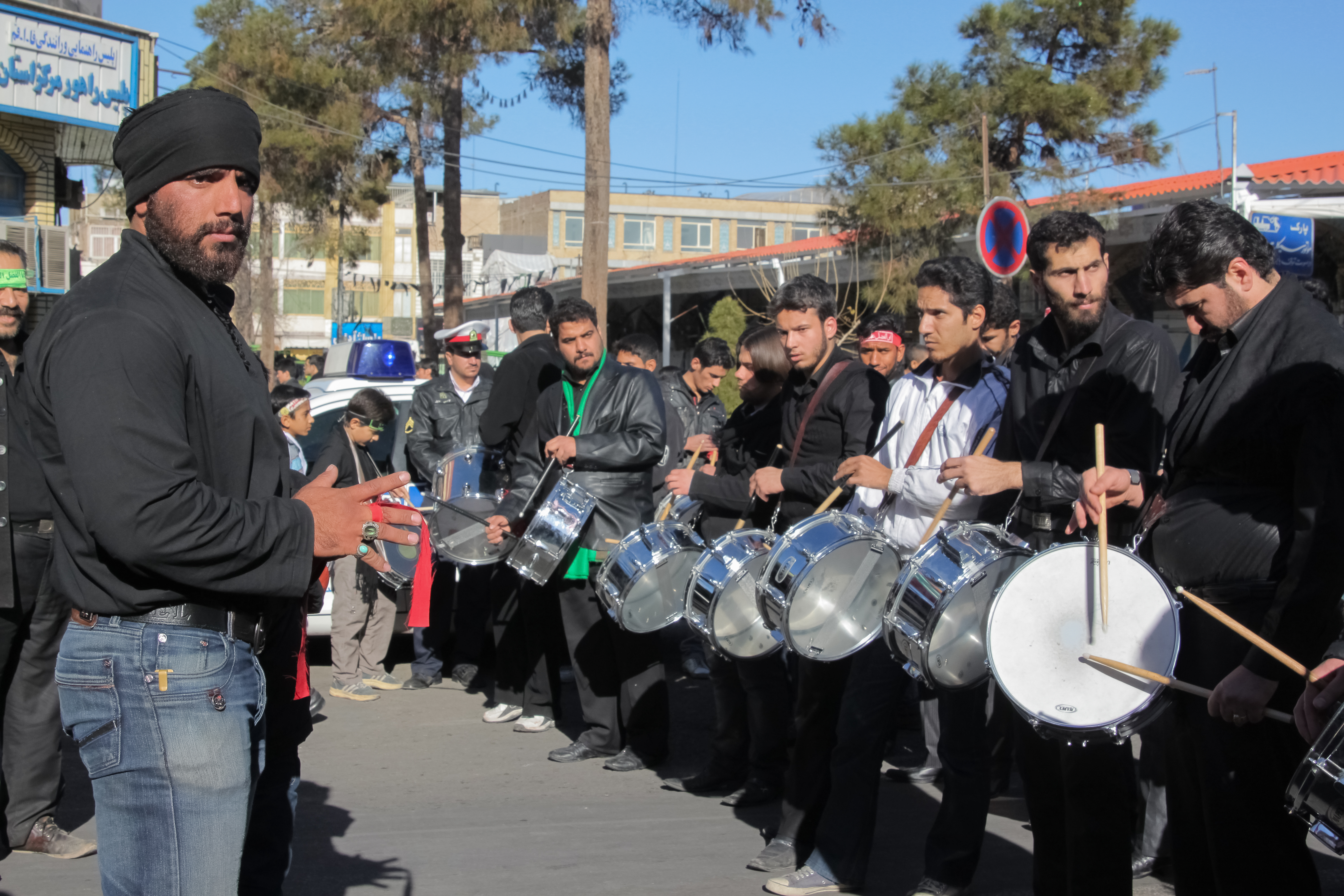
طبل زن ها که در پیاپیش دسته عزاداری حرکت میکنند
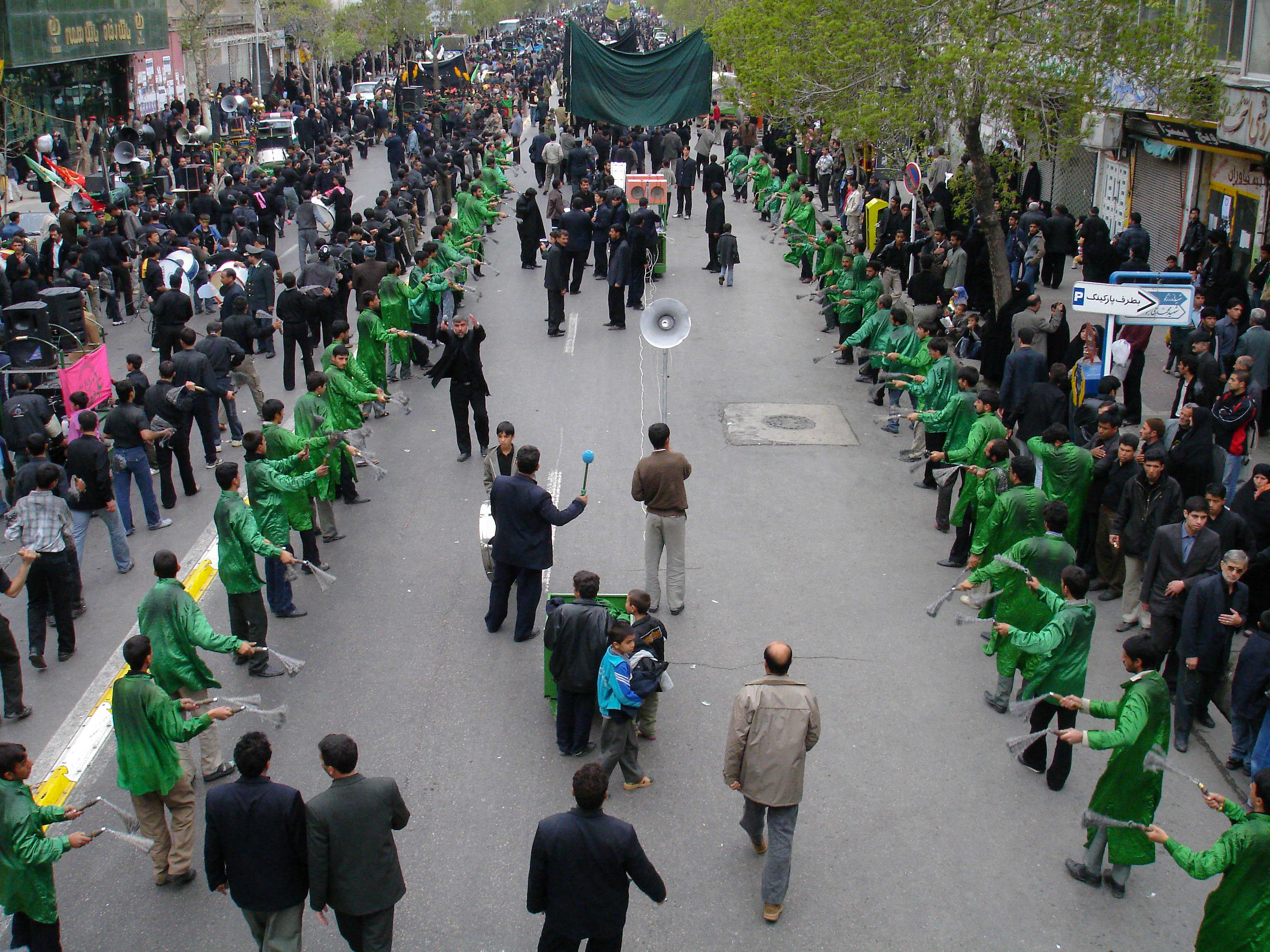
دسته عزاداری سادات در اربعین ۱۳۸۳ شهر مشهد